# Dug-out (honkbal)

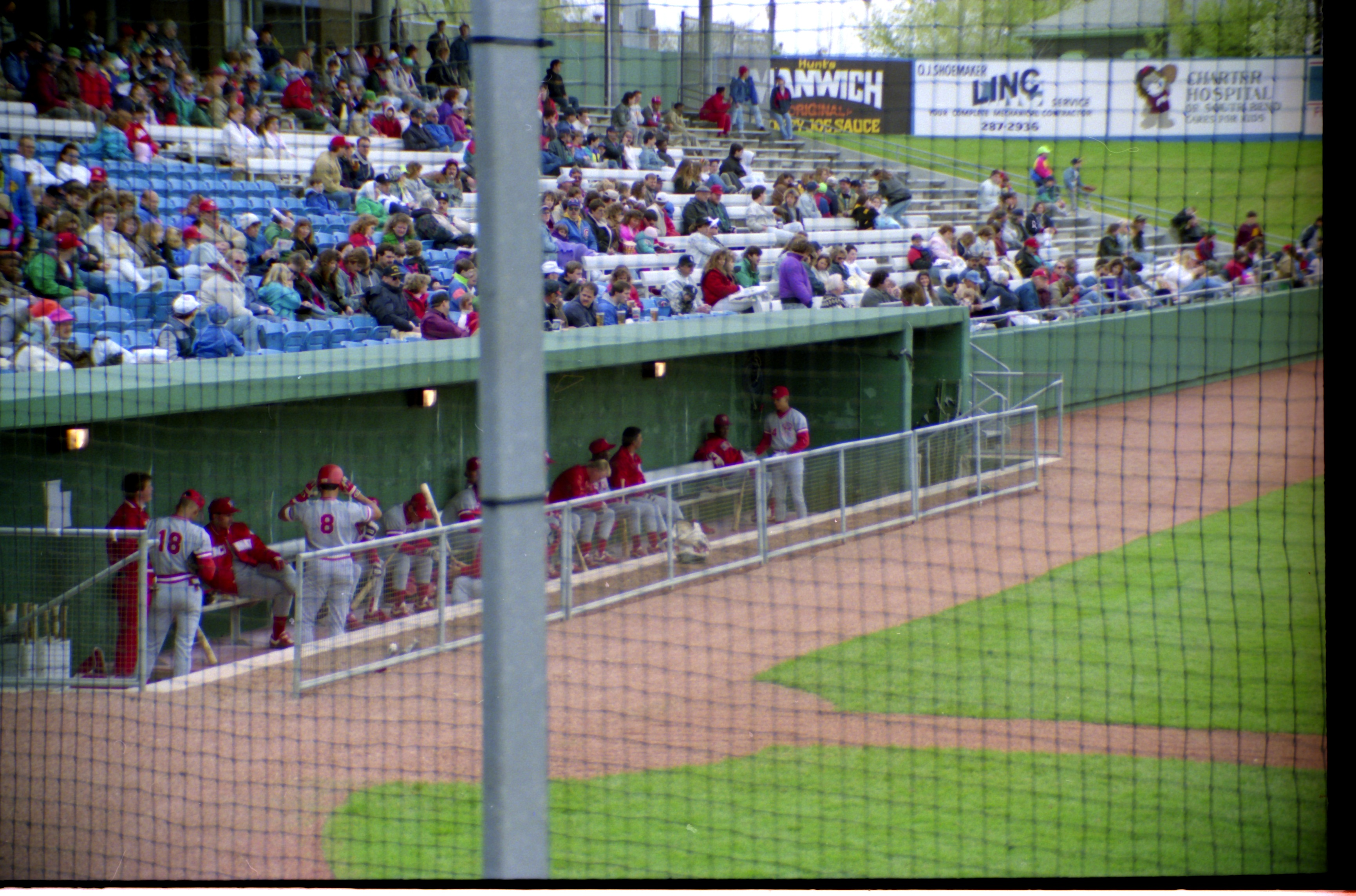
Dug-out

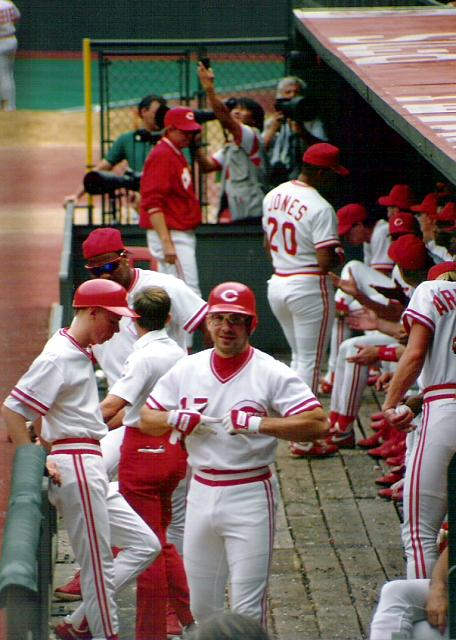
Cincinnati Reds' dug-out, 1991

De dug-out is een bouwwerk aan de zijkant van een honkbalveld. Het is de plaats waar een honkbalteam dat aan slag is zich tijdens de slagbeurt ophoudt. Ook is het de plek waar de spelers zich bevinden die reserve staan. 
De dug-out is meestal een uitgegraven en deels ondergronds bouwwerk van hout of metselwerk, met een langwerpige rechthoekige vorm en een plat soms licht schuin aflopend dak van hout of kunststof. In het bouwwerk bevinden zich een bank en een opslagruimte voor al het spelmateriaal van de spelers, zoals handschoenen, ballen, helmen, catcherspullen en knuppels.
De dug-out bevindt zich aan de zijkant van het veld tussen de thuisplaat en ofwel het eerste honk ofwel het derde honk. Er is een dug-out voor beide teams beschikbaar. In de Nederlandse competitie zit het thuisspelende team in de dug-out rechts van het eerste honk en de gasten gebruiken de dug-out links van het derde honk.